# Caragana cinerea
Caragana cinerea är en ärtväxtart som först beskrevs av Vladimir Leontjevitj Komarov, och fick sitt nu gällande namn av N.S. Pavlova. Caragana cinerea ingår i släktet karaganer, och familjen ärtväxter. Inga underarter finns listade i Catalogue of Life.